# The Miracle (film 1912 Carré)
The Miracle è un film britannico del 1912, diretto da Michel-Antoine Carré. Il film faceva parte dell’allestimento scenico multimediale di Max Reinhardt di un’opera teatrale di Karl Gustav Vollmöller. Del film esiste una versione non autorizzata, dello stesso anno.

## Trama
La statua della Madonna di una cattedrale attira molti pellegrini poiché si ritiene possa operare miracoli.
La suora Meglidis, dopo aver ricevuto un incarico di responsabilità. abbandona tuttavia il convento annesso alla cattedrale per seguire un cavaliere. La statua della Vergine prende allora vita ed indossa gli abiti monastici dismessi dalla suora transfuga, provocando scompiglio fra le consorelle, che lamentano la sparizione della scultura taumaturgica.
Alcuni briganti uccidono il cavaliere, sul cui cadavere veglia il suo scudiero, prima di scomparire in una nuvola di fumo, rivelando così la sua natura di genio malefico, e rapiscono la donna.
Di Meglidis, in seguito, si invaghisce il figlio del re, che la “vince” a dadi al capo dei briganti, che perciò si toglie la vita, sempre assistito dal genio malefico. Il re, scandalizzato, allontana il figlio, e, senza rendersene conto, lo uccide. Della sventura viene accusata Meglidis, che viene condannata a morte per stregoneria. Verrà sottratta al boia, sul patibolo, dal popolo impietosito.
Tempo dopo Meglidis ha dato alla luce un bambino, e fa ritorno al convento. La Madonna si ritrasforma in statua, e Meglidis le pone in grembo, a modo di Gesù bambino, le spoglie del figlioletto.